# Abderrahmane Zenati
Abderrahmane Zenati (Oujda, 1943) is een schilder en schrijver uit Marokko. 
Zenati is geboren in een arme familie zonder vader. Pas op zijn twaalfde heeft hij leren schrijven en lezen. Hij heeft eerst als doktersassistent gewerkt in een ziekenhuis in Oujda. Hij heeft nooit een opleiding gevolgd om schrijver of schilder te worden.
Zijn achternaam komt van de Zenata-stammen van Marokko en Algerije, stichters van Oujda. 